# منتخب التشيك لاتحاد الرغبي للسيدات
منتخب التشيك لاتحاد الرغبي للسيدات هو ممثل التشيك الرسمي في المنافسات الدولية في اتحاد الرغبي. تأسس في 5 يونيو 2004م.